# Kenny Stamatopoulos
Kyriakos Stamatopoulos (in greco Κυριάκος Σταματόπουλος), comunemente noto come Kenny Stamatopoulos (Calamata, 28 agosto 1979) è un allenatore di calcio e calciatore greco naturalizzato canadese, di ruolo portiere.

## Carriera

### Club
Stamatopoulos ha giocato buona parte della sua carriera in Svezia, dopo aver cominciato nel Kalamata, in Grecia. È stato poi portiere all'Enköpings SK (in Allsvenskan il primo anno, in Superettan il secondo) e al Bodens BK. Complice la retrocessione del Bodens BK, è passato ai norvegesi del Tromsø. Il suo debutto con la nuova maglia, tuttavia, non è stato positivo: infatti, Stamatopoulos ha partecipato ad una rissa in campo scoppiata nella partita contro il Molde ed è stato squalificato per due giornate.
Il 3 agosto 2007 l'allora tecnico del Toronto FC, Mo Johnston, ne ha annunciato l'acquisto per sopperire alla crisi dei portieri della squadra canadese. Ha debuttato il 5 agosto, nella sfida contro il Los Angeles Galaxy. Ha giocato undici partite nella Major League Soccer 2007.
Nel 2009 è stato prestato al Lyn Oslo. Il 20 luglio dello stesso anno, però, Stamatopoulos è passato al Fredrikstad in prestito per il resto della stagione. Si è unito al nuovo club il 1º agosto e ha debuttato il giorno seguente, nella partita casalinga contro il Viking.
Stamatopoulos è stato poi prestato all'AIK nel 2010 per via dell'infortunio di Nicklas Bergh, quindi è stato acquisito a tutti gli effetti dal club svedese al termine della stagione. All'AIK ha rivestito principalmente il ruolo di vice del titolare Ivan Turina, portiere croato che morì tragicamente che nel maggio 2013. Circa un anno più tardi, durante il girone di andata del campionato 2014, ha perso il posto di titolare in favore di Patrik Carlgren. Durante la stagione 2016 il suo posto da riserva è stato preso dal diciannovenne Oscar Linnér, prodotto del settore giovanile. Con l'addio di Carlgren, nel 2017 il giovane Linnér è diventato il nuovo titolare e Stamatopoulos è tornato ad essere il secondo portiere.
Il 18 maggio 2017 Stamatopoulos avrebbe dovuto collezionare la prima presenza stagionale sul campo dell'IFK Göteborg a causa della squalifica di Linnér: la partita tuttavia è stata rinviata poiché lo stesso Stamatopoulos ha denunciato di aver ricevuto minacce da uno scommettitore che gli ordinava di alterare il risultato del match dietro un lauto compenso. Anziché essere schierato a Göteborg, ha quindi giocato il derby esterno contro il Djurgården, rimanendo imbattuto (1-0). L'ultima sua presenza in campionato risaliva a quasi due anni prima.
A partire dall'Allsvenskan 2018, il contemporaneo arrivo di Budimir Janošević – quell'anno riserva di Oscar Linnér – lo ha portato ad essere terzo portiere, ma oltre a questo ruolo Stamatopoulos ha iniziato a ricoprire anche quello di allenatore dei portieri, oltre ad essere uno degli assistenti del capo allenatore Rikard Norling. Ha continuato ad essere il terzo portiere ed essere nello staff tecnico del club anche nelle stagioni seguenti.

### Nazionale
Dopo essere stato un calciatore del Canada Under-23, la prima presenza di Stamatopoulos con la Nazionale maggiore risale al 14 novembre 2001, in un'amichevole contro Malta. Successivamente è stato convocato per le edizioni 2002, 2009 e 2015 della CONCACAF Gold Cup.

## Palmarès

### Club

#### Competizioni nazionali
- Campionato svedese: 1

AIK: 2018
- Supercoppa di Svezia: 1

AIK: 2010